# Pempheris compressa
Pempheris compressa är en fiskart som först beskrevs av White, 1790.  Pempheris compressa ingår i släktet Pempheris och familjen Pempheridae. Inga underarter finns listade i Catalogue of Life.